# 酒井抱一
| 「風雨草花図」（通称:夏秋草図屏風（英語版）」） |  | 「風雨草花図」（通称:夏秋草図屏風（英語版）」） |
| 「風雨草花図」（通称:夏秋草図屏風」）           |  |                                                 |

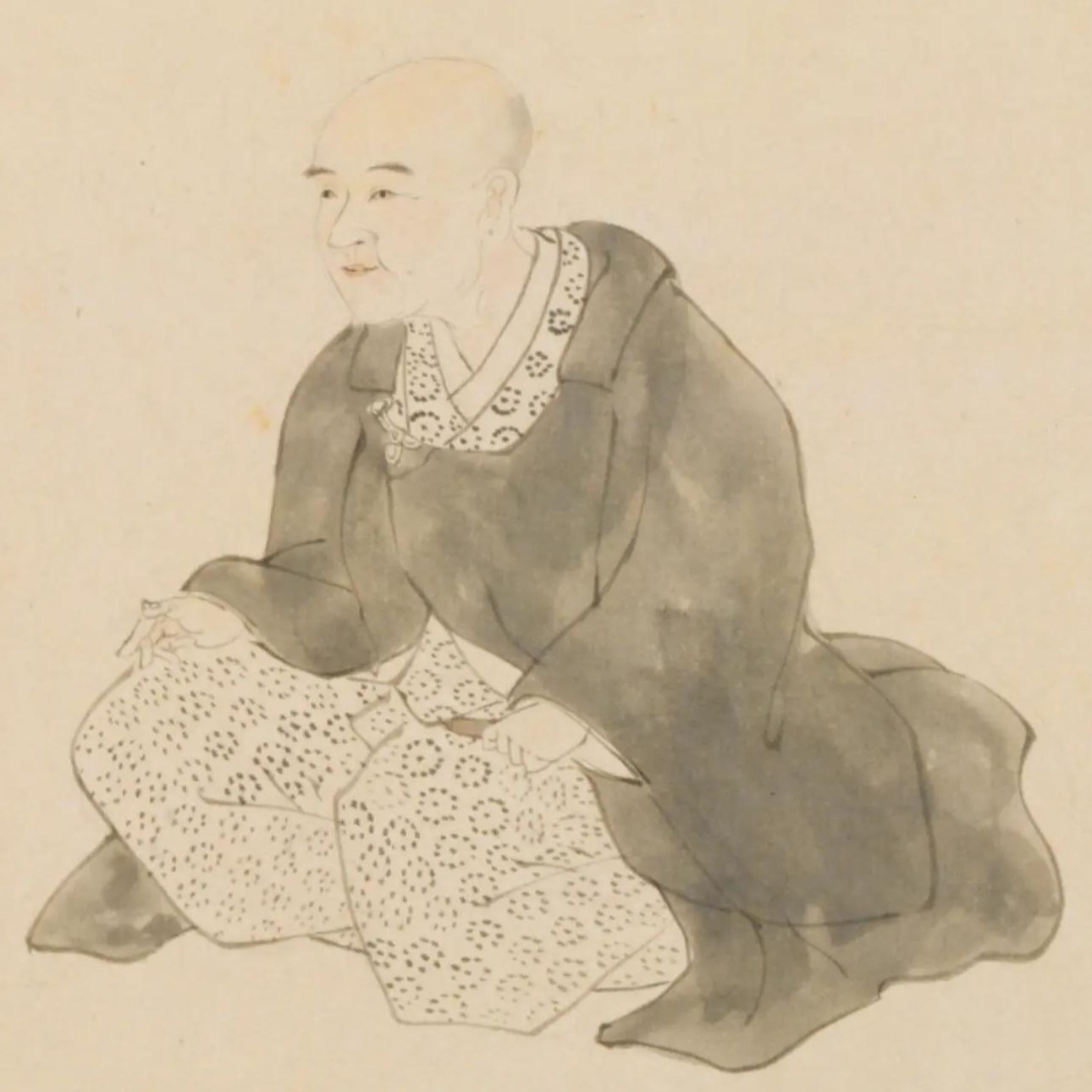
酒井抱一（『肖像集』）

酒井 抱一（さかい ほういつ、 宝暦11年7月1日〈1761年8月1日)〉- 文政11年11月29日〈1829年1月4日〉）は、江戸時代後期の絵師、俳人。 権大僧都。本名は酒井 忠因（さかい ただなお）。幼名は善次、通称は栄八、字は暉真（きしん）。ほか、屠牛、狗禅、鶯村、雨華庵、軽挙道人、庭柏子、溟々居、楓窓とも号する。また俳号は、ごく初期は白鳧・濤花、後に杜陵（綾）。狂歌名は、尻焼猿人。屠龍（とりょう）の号は俳諧・狂歌、さらに浮世絵美人画でも用いている
尾形光琳に私淑し琳派の雅な画風を、俳味を取り入れた詩情ある洒脱な画風に翻案し江戸琳派の祖となった。

## 伝記

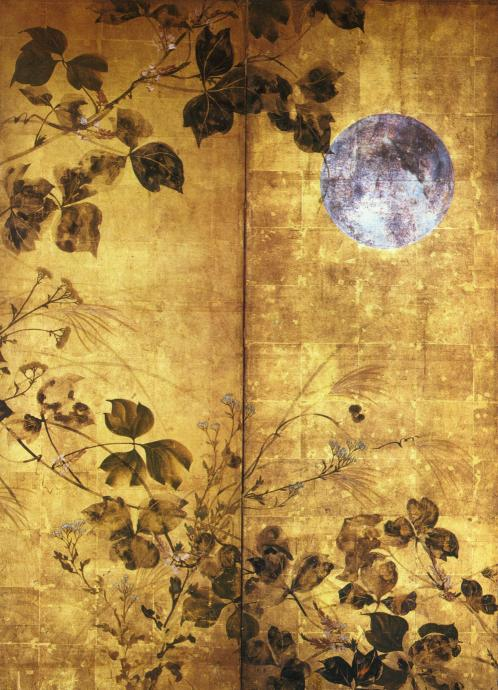
月に秋草図屏風（第三・四扇目）重文

### 生い立ち
神田小川町の姫路藩別邸で、老中や大老にも任じられる酒井雅楽頭家、姫路藩世嗣酒井忠仰の次男（第4子）として生まれる。母は大給松平家の出自で松平乗祐の娘里姫（玄桃院）。姫路藩主・酒井忠以の弟。抱一は兄に何かあった場合の保険として、兄が参勤交代で国元に戻る際、留守居としてしばしば仮養子に立てられている。安永6年（1777年）6月1日17歳で元服して1,000石を与えられるが、同年忠以に長男忠道が生まれると、仮養子願いも取り下げられてしまう。古河藩主土井利厚など他の大名から養子縁組の話も多くあったが、抱一は全て断り（理由は不明）、20代までを大手町の姫路藩上屋敷に、30歳から37歳で出家するまでは断続的に日本橋蛎殻町の同藩中屋敷に居住する部屋住み生活を続けた。こうした複雑な環境が抱一を風雅な道へと進ませたと言えるかもしれないが、江戸時代に同じ環境にあった大名子弟は多くいたにもかかわらず、今日文化史に名を残した者は増山雪斎や幕臣出身の浮世絵師鳥文斎栄之、水野廬朝などごくわずかしかおらず、抱一の何かを表現したいという情熱は似た境遇の同輩とは一線を画している。

### 若き日の遊興
酒井雅楽頭家は代々文雅の理解者が多く、兄・忠以も茶人・俳人として知られ、当時の大手門前の酒井家藩邸は文化サロンのようになっていた。一般に若い頃の抱一は、大名子弟の悪友たちと遊廓に通う放蕩時代と言われるが、兄の庇護のもと若い頃から芸文の世界に接近していく。
絵は武家の倣いで狩野派につき、中橋狩野家の狩野高信（1740-1794年）や狩野惟信に手解きを受けたようだが、酒井家は長崎派の宋紫石・紫山親子を頻繁に屋敷に招いており、兄忠以には南蘋風の作品が残る。また、天明3-4年（1783年-1784年）の頃から浮世絵師の歌川豊春に師事し、師風を忠実に模す一方で、波濤の描き方には長崎派の影響が見える肉筆美人画「松風村雨図」（細見美術館所蔵、豊春の「松風村雨図」（浮世絵太田記念美術館蔵）の模写）なども描いている。抱一の肉筆浮世絵は10点ほど現存するとされ、それらは馴染みの遊女を取り上げながらも気品ある姿で描き、知人の大田南畝が狂詩を加賛している。抱一の美人画は、初期の礒田湖龍斎風の作例や末期の鳥文斎栄之に通じる作品を除けば、豊春作と見紛うばかりの高い完成度を示すが、自分独自の美人画様式を産み出そうとする関心はなく、遊戯的・殿様芸的な姿勢が抜けきれていない。画号も新たに持たず、俳号や狂歌名を落款に使い回す態度もそれを裏付けている。
俳諧は元服と同じ時期ごろ大名の間で流行していた江戸座俳諧の馬場存義に入門。次第に江戸座の遠祖宝井其角を追慕し、其角の都会的で機知に富み難解な句風を、抱一はあっさり解き自在に味読、自身の創作にも軽やかに生かした。書き始めたのは寛政2年だが、それ以前の句も含む句日記『軽挙館句藻』（静嘉堂文庫蔵）を晩年まで記し続け、抱一の芸術を語る上で大きな柱となっている。後の文化9年（1812年）にここから自選した『屠龍之技』を刊行した。狂歌においても、当時全盛期を迎え後に「天明狂歌」と呼ばれる狂歌連に深く交わり、狂歌本に抱一の句や肖像が収録され、並行して戯作の中に抱一の号や変名が少なからず登場する。その歌は必ずしも一流とは言えないが、しばしば狂歌本の冒頭に載せられ、その肖像は御簾越しで美男子として描かれるなど、貴公子としてグループ内で一目も二目も置かれていたことを表している。

### 出家

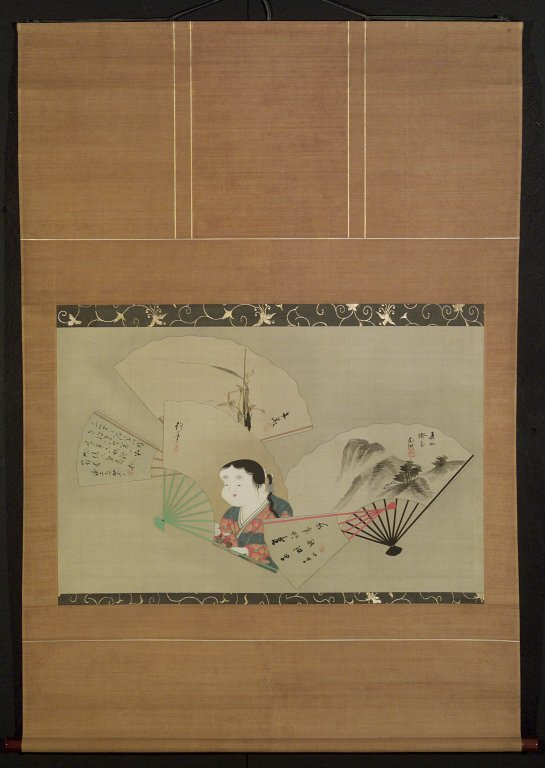
書画扇面散図 谷文晁、春木南湖、亀田鵬斎、菊池五山との寄合書 ブルックリン美術館所蔵

寛政2年（1790年）に兄が亡くなり、寛政9年（1797年）10月18日、当時江戸に下向してきた西本願寺の法主文如に随って37歳で出家し、法名「等覚院文詮暉真」の名と、大名の子息としての格式に応じ権大僧都の僧位を賜る。抱一が出家した理由は不明だが、同年西本願寺門跡へ礼を言うため上洛した際、俳諧仲間を引き連れた上に本来の目的であった門跡には会わずに帰ったことから、自発的な発心ではなかったと考えられる。また、兄が死に、更に甥の忠道が弟の忠実を養子に迎えるといった家中の世代交代が進み、抱一の居場所が狭くなった事や、寛政の改革で狂歌や浮世絵は大打撃を受けて、抱一も転向を余儀なくされたのも理由と考えられる。ただ、僧になったことで武家としての身分から完全に解放され、市中に暮らす隠士として好きな芸術や文芸に専念できるようになった。出家の翌年、『老子』巻十または巻二十二、特に巻二十二の「是を以て聖人、一を抱えて天下の式と為る」の一節から取った「抱一」の号を、以後終生名乗ることになる。また、谷文晁・亀田鵬斎・橘千蔭らとの交友が本格化するのもこの頃である。また、市川団十郎とも親しく、向島百花園や八百善にも出入りしていた。

### 光琳の発見
抱一が尾形光琳に私淑し始めるのは、およそ寛政年間の半ば頃からと推定される。木村兼葭堂が刊行した桑山玉洲の遺稿集『絵事鄙言』では、宗達や光琳、松花堂昭乗らを専門的な職業画家ではなく自由な意志で絵を描く「本朝の南宗（文人画）」と文人的な解釈で捉えており、こうした知識人の間での光琳に対する評価は抱一の光琳学習にとって大きな支柱になった。しかも、酒井家には嘗て一時光琳が仕えており、その作品が残っていたことも幸いしている。また、光琳在住以降も立林何帛や俵屋宗理など琳派風の絵師が活躍しており、琳派の流れは細々ではあるがある程度江戸で受容されていたことも大きい。40代始めの抱一画は、水墨を主体とするものが多く一見派手さに欠けるが、よく見ると真摯な実験的な試みや地道な思考の後が窺える作品が多い。

### 光琳百回忌
文化3年（1806年）2月29日、抱一は追慕する宝井其角の百回忌にあたって、其角の肖像を百幅を描き、そこに其角の句を付け人々に贈った。これがまもなく迎える光琳の百回忌を意識するきっかけになったと思われ、以後光琳の事績の研究や顕彰に更に努める。其角百回忌の翌年、光琳の子の養家小西家から尾形家の系図を照会し、文化10年（1813年）これに既存の画伝や印譜を合わせ『緒方流略印譜』を刊行。落款や略歴などの基本情報を押さえ、宗達から始まる流派を「緒方流（尾形流）」として捉えるという後世決定的に重要な方向性を打ち出した。
光琳没後100年に当たる文化12年（1815年）6月2日に光琳百回忌を開催。自宅の庵（後の雨華庵）で百回忌法要を行い、妙顕寺に「観音像」「尾形流印譜」金二百疋を寄附、根岸の寺院で光琳遺墨展を催した。この展覧会を通じて出会った光琳の優品は、抱一を絵師として大きく成長させ大作に次々と挑んでいく。琳派の装飾的な画風を受け継ぎつつ、円山・四条派や土佐派、南蘋派や伊藤若冲などの技法も積極的に取り入れた独自の洒脱で叙情的な作風を確立し、いわゆる江戸琳派の創始者となった。
光琳の研究と顕彰は以後も続けられ、遺墨展の同年、縮小版展覧図録である『光琳百図』を出版する。文政2年（1819年）秋、名代を遣わし光琳墓碑の修築、翌年の石碑開眼供養の時も金二百疋を寄進した。抱一はこの時の感慨を、「我等迄 流れをくむや 苔清水」と詠んでいる。文政6年（1823年）には光琳の弟尾形乾山の作品集『乾山遺墨』を出版し、乾山の墓の近くにも碑を建てた。死の年の文政9年（1826年）にも、先の『光琳百図』を追補した『光琳百図後編』二冊を出版するなど、光琳への追慕の情は生涯衰えることはなかった。これらの史料は、当時の琳派を考える上での基本文献である。また、『光琳百図』は後にヨーロッパに渡り、ジャポニスムに影響を与え、光琳が西洋でも評価されるのに貢献している。

### 雨華庵の上人 抱一様式の確立

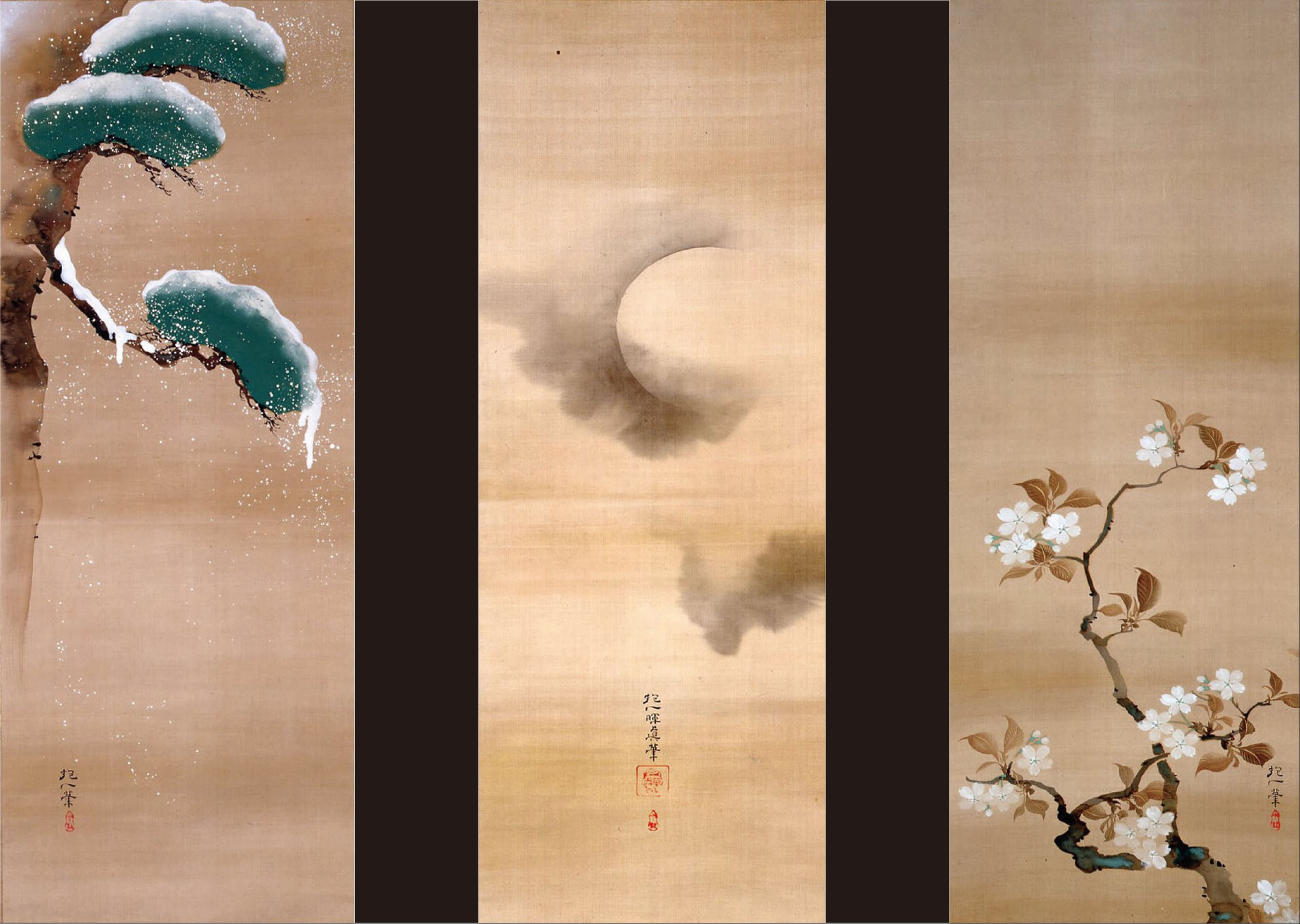
雪月花図 MOA美術館

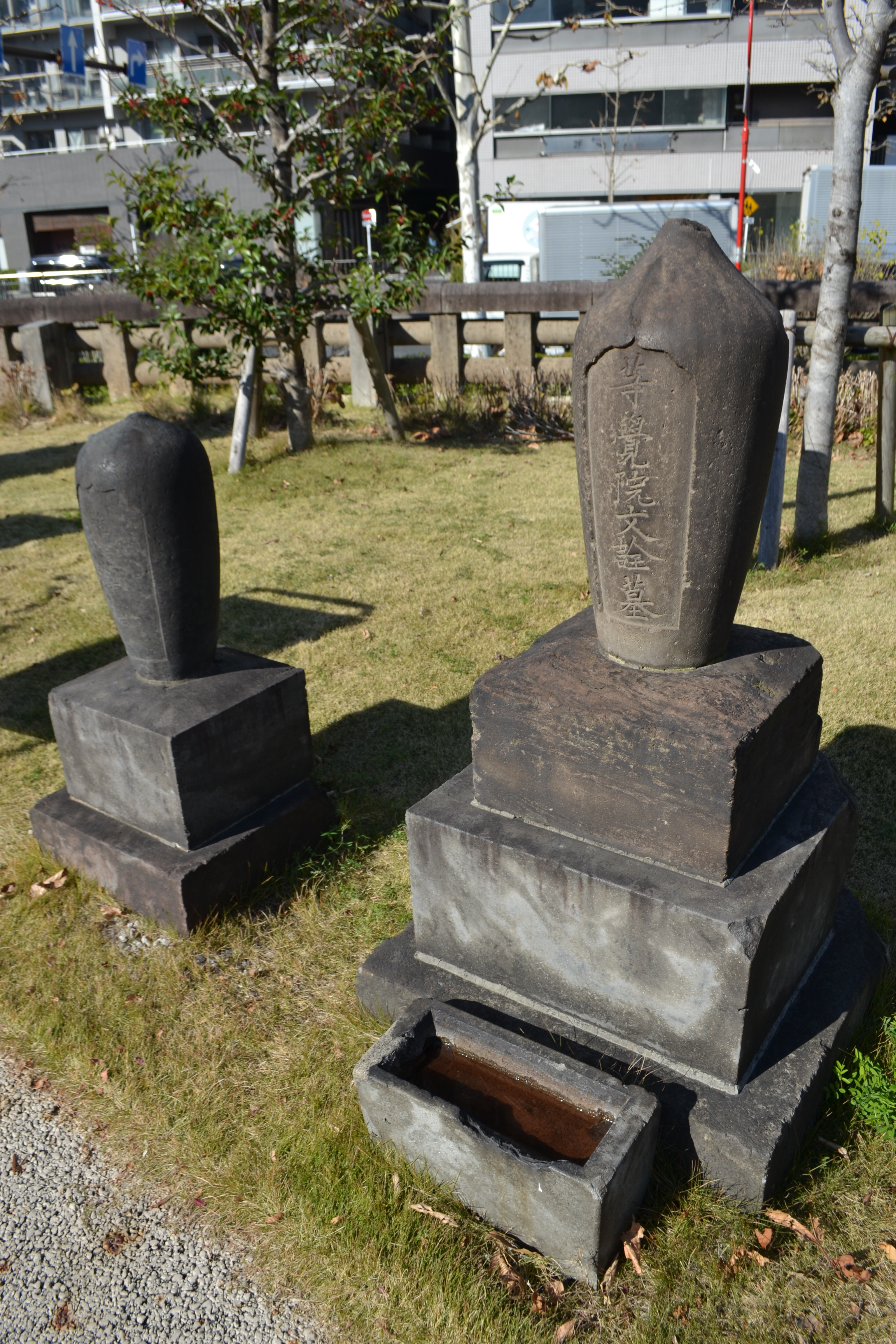
築地本願寺にある酒井抱一墓（右）。僧の墓塔である無縫塔で、正面に「等覚院文詮暉真墓」、裏面に「文政十一年戊子十一月廿九日」と刻まれる。東京都指定旧跡。

文化14年（1817年）根岸の隠居所に『大無量寿経』の「天雨妙華」から「雨華庵」の額を掲げたのと同時期、抱一の制作体制が強固になり雨華庵の工房が整えられていく。古河藩お抱えともいわれる蒔絵師原羊遊斎と組んで、抱一下絵による蒔絵制作が本格化するのもこの頃である。
「夏秋草図屏風」の通称でも広く知られる代表作の銀屏風 「風雨草花図」は、一橋徳川家がかつて所持していたもので、俵屋宗達の名作に影響を受けた光琳の金屏風「風神雷神図」（重要文化財）の裏面に描かれたものである。現在は保存上の観点から「風神雷神図」とは別々に表装されている。本作は、風神図の裏には風に翻弄される秋草を、雷神図の裏には驟雨に濡れる夏草を描き、「風神雷神図」と見事な照応を示している。
晩年は『十二か月花鳥図』の連作に取り組み、抱一の画業の集大成とみなせる（後述）。文政11年（1828年）下谷根岸の庵居、雨華庵で死去。享年68。墓所は築地本願寺別院（東京都指定旧跡）。法名は等覚院殿前権大僧都文詮暉真尊師。
門人に鈴木其一、池田孤邨、酒井鶯蒲、田中抱二、山本素堂、野崎抱真らがいる。

## 主な作品
※作画期の区分は参考資料の中でも表記に幅があるが、ここでは最も詳しい玉蟲敏子『都市のなかの絵 酒井抱一の絵事とその遺響』18頁の5期区分を参照した。

### 部屋住み時代 20代 肉筆浮世絵

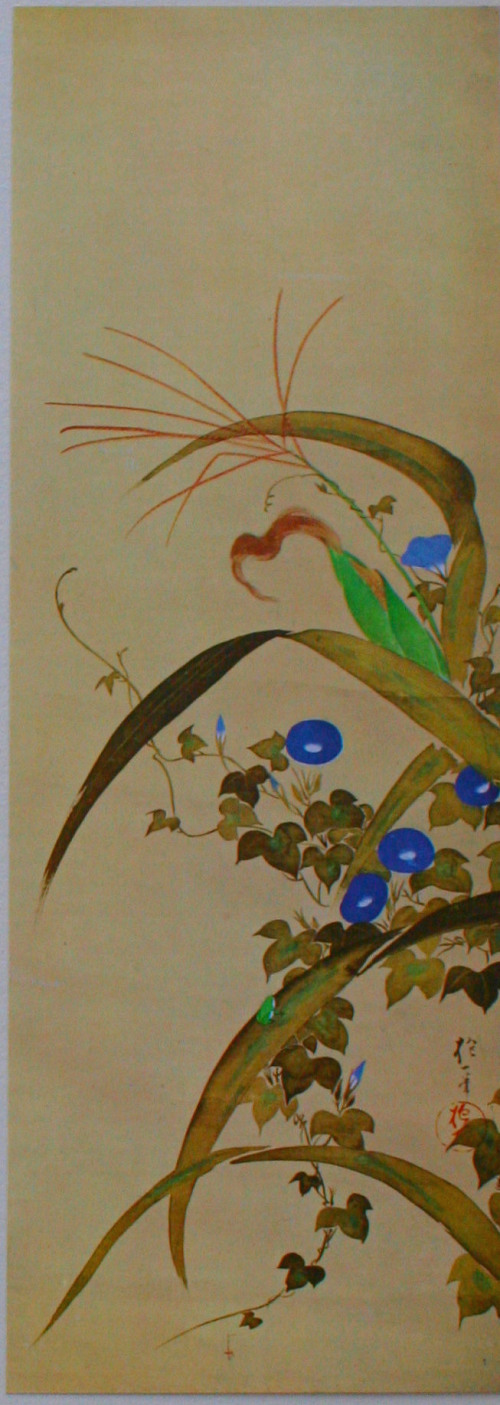
十二か月花鳥図（三の丸尚蔵館）のうち七月（玉蜀黍朝顔に青蛙図）文政6年（1823年）

| 作品名                     | 技法         | 形状・員数 | 所有者               | 年代                   | 落款・印章                                       | 備考                                                   |
| -------------------------- | ------------ | ---------- | -------------------- | ---------------------- | ------------------------------------------------ | ------------------------------------------------------ |
| 文持つ美人図               | 絹本著色     | 1幅        | 浮世絵太田記念美術館 | 安永後期-天明初期      | 款記「楓窓杜綾画」                               | 現存最古の抱一美人画                                   |
| 松風村雨図                 | 絹本墨画淡彩 | 1幅        | 細見美術館           | 1785年（天明5年）      | 款記「楓窓杜陵画 天明五年乙巳晩春」              | 派手な色を敢えて用いない紅嫌いの作品で、その早い例。   |
| 調布の玉川図（布晒らし図） | 絹本著色     | 1幅        | 岡田美術館           | 1785年（天明5年） 10月 | 款記「乙巳初冬 楓窓屠龍画」/「屠龍之印」白文方印 | 大田南畝賛。ルイ・ゴンス旧蔵。                         |
| 遊女と禿図                 | 絹本著色     | 1幅        | 出光美術館           | 1787年（天明7年）      |                                                  |                                                        |
| 花魁図                     | 絹本著色     | 1幅        | ボストン美術館       | 1787年（天明7年）      | 款記「楓窓屠龍画」                               | 画中に河鍋暁斎の極書きがあり、豊春の作と誤認している。 |
| 美人蛍狩図                 | 絹本著色     | 1幅        | 個人                 | 1788年（天明8年）      | 款記「溟々屠龍画」                               |                                                        |
| 新吉原遊君立姿図           | 絹本墨画淡彩 | 1幅        | 個人                 | 寛政年間               | 款記「古調道人画」                               |                                                        |
| 盆踊図                     | 絹本著色     | 1幅        | 個人                 |                        |                                                  |                                                        |
| 夕涼み美人図               | 絹本著色     | 1幅        | 個人                 |                        |                                                  |                                                        |
| 遊女と禿図                 | 絹本著色     | 1幅        | 東京国立博物館       |                        |                                                  |                                                        |

### 還住時代 30代から48歳 琳派への転換
| 作品名                   | 技法         | 形状・員数 | 所有者                               | 年代                              | 落款・印章 | 備考     |
| ------------------------ | ------------ | ---------- | ------------------------------------ | --------------------------------- | ---------- | -------- |
| 桐図屏風                 | 紙本墨画淡彩 | 六曲一隻   | 個人                                 | 1797年（寛政9年）頃               |            | 橘千蔭賛 |
| 元禄美人図               | 絹本著色     | 1幅        | 個人                                 | 「庭柏子」落款 「暉真」朱文重郭印 |            |          |
| 燕子花図屏風             | 絹本著色     | 二曲一隻   | 出光美術館                           | 1801年（享和元年）                |            |          |
| 百合・立葵図押絵貼図屏風 | 絹本著色     | 二曲一隻   | メトロポリタン美術館                 | 1801年（享和元年）                |            |          |
| 絶外和尚像               | 絹本著色     | 1幅        | ニュー・サウス・ウェールズ州立美術館 | 1803年（享和3年）頃               |            |          |

### 大塚時代 49歳から57歳 光琳学習と飛躍
| 作品名                       | 技法         | 形状・員数 | 所有者               | 年代                   | 落款・印章 | 備考       |
| ---------------------------- | ------------ | ---------- | -------------------- | ---------------------- | ---------- | ---------- |
| 波涛図屏風                   | 紙本銀地墨画 | 六曲一双   | 静嘉堂文庫美術館     | 1815年（文化12年）頃   |            |            |
| 柿図屏風                     | 紙本著色     | 二曲一隻   | メトロポリタン美術館 | 1816年（文化13年）     |            |            |
| 四季花鳥図屏風               | 紙本金地著色 | 六曲一双   | 陽明文庫             | 1816年（文化13年）     |            |            |
| 秋草鶉図                     | 紙本金地著色 | 二曲一隻   | 山種美術館           | 1817年（文化14年）以前 |            | 重要美術品 |
| 宇治蛍狩図                   | 絹本著色     | 1幅        | 東京国立博物館       | 1817年（文化14年）     |            |            |
| 八橋図屏風                   | 絹本金地著色 | 六曲一双   | 出光美術館           |                        |            |            |
| 風神雷神図屏風               | 紙本金地著色 | 二曲一双   | 出光美術館           |                        |            |            |
| 桜図屏風                     | 紙本金地著色 | 六曲一双   | メトロポリタン美術館 |                        |            |            |
| 三十六歌仙図色紙貼付屏風     | 紙本金地著色 | 二曲一隻   | 心遠館               |                        |            |            |
| 白繻子地梅樹春草模様描絵小袖 | 白繻子地著色 | 1領        | 国立歴史民俗博物館   |                        |            | 重要文化財 |

### 雨華時代1 58歳から63歳 抱一様式の完成
| 作品名                           | 技法               | 形状・員数 | 所有者                                    | 年代                     | 落款・印章 | 備考                               |
| -------------------------------- | ------------------ | ---------- | ----------------------------------------- | ------------------------ | ---------- | ---------------------------------- |
| 四季花鳥図巻（上巻・下巻）       | 絹本著色           | 2巻        | 東京国立博物館                            | 1818年（文化15年）頃     |            |                                    |
| 青楓朱楓図屏風                   | 紙本金地著色       | 六曲一双   | 個人                                      | 1818年（文化15年）       |            | 画風様式から其一の代作とみられる。 |
| 雪月花図                         |                    | 3幅対      | MOA美術館                                 | 1820年（文政3年）        |            | 重要美術品                         |
| 紅白梅図屏風                     | 紙本銀地著色       | 六曲一双   | 出光美術館                                | 1821年（文政4年）        |            |                                    |
| 風雨草花図（通称：夏秋草図屏風） | 紙本銀地著色       | 二曲一双   | 東京国立博物館                            | 1821年-22年（文政4-5年） |            | 重要文化財。                       |
| 月に秋草図屏風                   | 絹本金地著色       | 六曲一隻   | 法人（東京国立博物館寄託）                |                          |            | 重要文化財                         |
| 秋草花卉図                       | 紙本金地著色       | 1幅        | 浄運寺 (桐生市)（群馬県立歴史博物館寄託） |                          |            | 群馬県指定重要文化財               |
| 絵手鑑                           | 紙本・絹本著色墨画 | 1帖72図    | 静嘉堂文庫美術館                          |                          |            |                                    |

### 雨華時代2 晩年 大和絵への関心
| 作品名         | 技法     | 形状・員数     | 所有者                       | 年代              | 落款・印章 | 備考 |
| -------------- | -------- | -------------- | ---------------------------- | ----------------- | ---------- | --- |
| 集外三十六歌仙 | 絹本淡彩 | 1帖36図        | 姫路市立美術館               |                   |            | |
| 十二か月花鳥図 | 絹本著色 | 12幅           | 宮内庁三の丸尚蔵館           | 1823年（文政6年） |            | 十二か月花鳥図は、抱一晩年に複数制作された代表作。三の丸尚蔵館本には文政6年（1823年）の年紀があり、基準作として重要。出光や香雪本以外は掛軸12幅のセットだが、製作当初は全て絹本著色の六曲一双屏風に貼られていたと推定され、元は一具だったものが複数の所蔵先に分蔵されている例もある。「十二か月花鳥図」は藤原定家が「詠花鳥倭歌 各十二首」として各月を象徴する植物と鳥を選び和歌に詠んだ趣向（『拾遺愚草』収録）を、後世組み合わせて画題としたもの。江戸初期から狩野派や住吉派で描かれ、尾形乾山の作品にも見られる。抱一もこうした先行作に触発されたと思われるが、新たなモチーフに入れ替えたり対角線や曲線を多用するなどの工夫を凝らし、余白を生かした動きに富む花鳥図を生み出した。中には弟子の代作と見られる構図に纏まりのない作や緊張感のない緩んだ筆致も見られるけれども、伸びやかな描線や的確な写実など、抱一が最後に達した画境を示している。 |
| 十二か月花鳥図 | 絹本著色 | 12幅           | 畠山記念館                   |                   |            | |
| 十二か月花鳥図 | 絹本著色 | 六曲一双押絵貼 | 出光美術館                   |                   |            | |
| 十二か月花鳥図 | 絹本著色 | 六曲一双押絵貼 | 香雪美術館                   |                   |            | |
| 十二か月花鳥図 | 絹本著色 | 12幅           | 心遠館                       |                   |            | |
| 十二か月花鳥図 | 絹本著色 | 12幅           | ファインバーグ・コレクション |                   |            | |

## ギャラリー

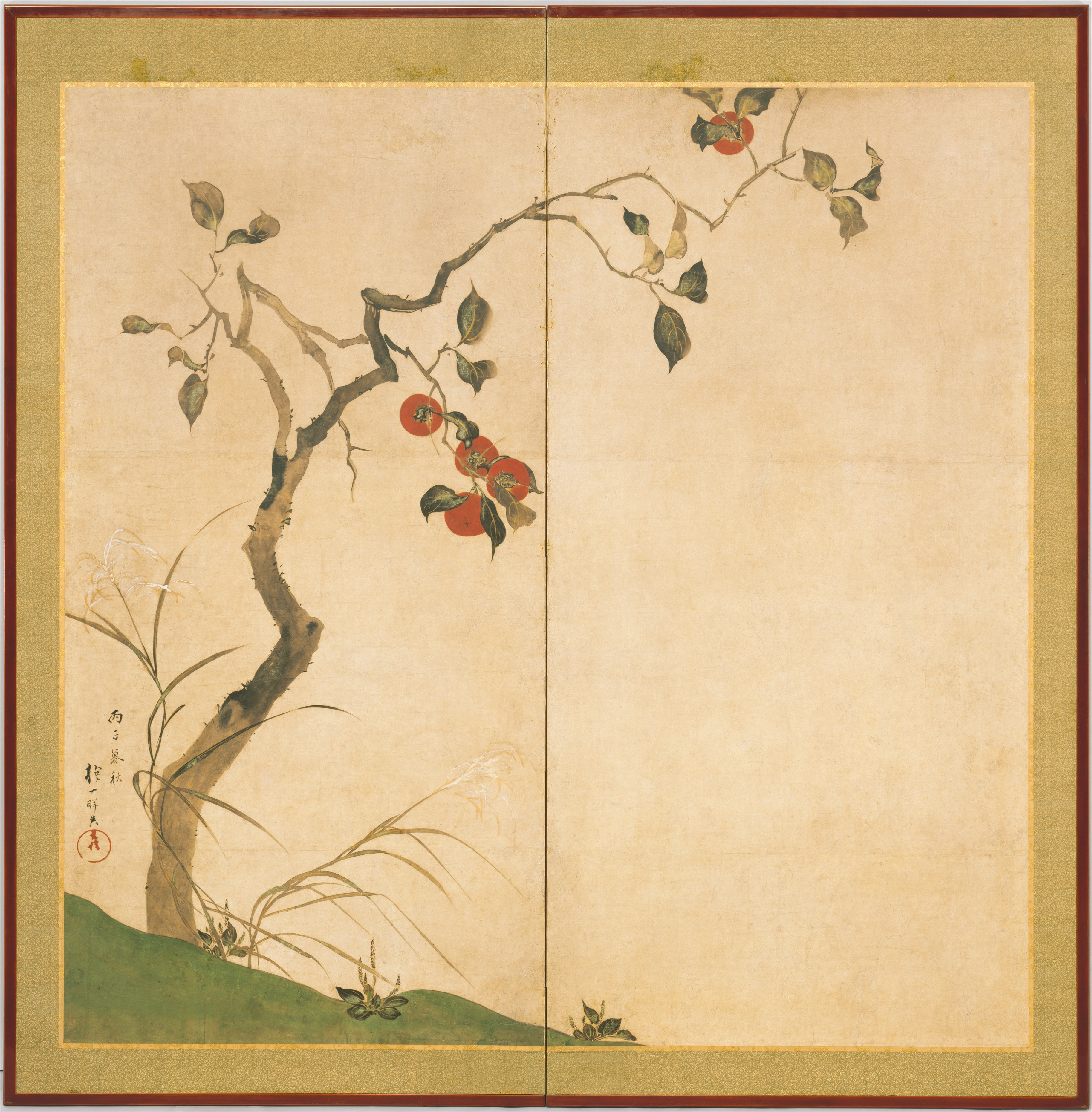
柿図屏風（メトロポリタン美術館）

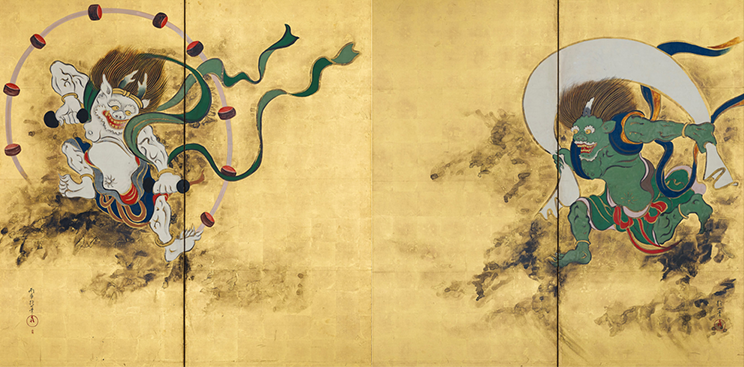
抱一が尾形光琳の屏風画を模写した物

| 桜図屏風（メトロポリタン美術館） |  | 桜図屏風（メトロポリタン美術館） |
| 桜図屏風（メトロポリタン美術館） |  |                                  |